# آنا له موین
آنا له موین (انگلیسی: Anna Le Moine؛ زادهٔ ۳۰ اکتبر ۱۹۷۳) ورزشکار کرلینگ اهل سوئد بود.